# 1135
| 1135               |
| ------------------ |
| Dødsfald - Fødsler |
| • Begivenheder     |

| Gregoriansk kalender | 1135 MCXXXV             |
| Ab urbe condita      | 1888                    |
| Armensk kalender     | 584 ԹՎ ՇՁԴ              |
| Kinesiske kalender   | 3831 – 3832 甲寅 – 乙卯 |
| Etiopisk kalender    | 1127 – 1128             |
| Jødisk kalender      | 4895 – 4896             |
| Hindukalendere       |                         |
| - Vikram Samvat      | 1190 – 1191             |
| - Shaka Samvat       | 1057 – 1058             |
| - Kali Yuga          | 4236 – 4237             |
| Iransk kalender      | 513 – 514               |
| Islamisk kalender    | 529 – 530               |

Konge i Danmark: Erik 2. Emune 1134-1137
Se også 1135 (tal)

## Begivenheder
- Næstved bliver officielt grundlagt og fem år senere i år 1140 bliver byen en købstad
- 1. december - Henrik 1. af England dør i nærheden af Rouen, Frankrig

## Født
- 30. marts - Maimonides, jødisk doktor, rabbiner og filosof (død  1204.)

## Dødsfald
- Erik 1. Ejegods søn Harald Kesja myrdes af sin halvbror Erik 2. Emune
- Reinald af Stavanger, norsk biskop (ukendt fødselsår)
- 1. december – Henrik 1. af England dør i nærheden af Rouen, Frankrig